# Mudpit
Mudpit est une série télévisée canadienne mélangeant animation 3D et prises de vues réelles, en 12 épisodes de 22 minutes créée par Jamie Waese, produite par Cookie Jar Entertainment, et diffusée entre le 5 janvier 2012 et le 11 avril 2013 sur Teletoon et Télétoon dans le bloc de programmation J'aime les jeudis!.

## Synopsis
Mudpit suit la vie de quatre adolescents qui rêvent de gloire et de fortune. Situé dans un café de jeu, les adolescents jouent un MMORPG, disant Muzika où leur avatar de leur groupe de rock virtuel.

## Distribution
- Daniel Magder (VQ : Alexandre Bacon) : Mikey / Booch
- Jesse Rath (VQ : Jean-Philippe Baril-Guérard) : Liam / Lamb
- Carleigh Beverly (VQ : Catherine Brunet) : Geneva / G
- Vas Saranga (VQ : Nicholas Savard L'Herbier) : Reese / Dodge
- Jeff Douglas (VQ : Philippe Martin) : Fitzy
- Robert Tinkler (VQ : Antoine Durand) : Slime

 Source et légende : version québécoise (VQ) sur Doublage.qc.ca